# Sílvia Felipo Suñé
Sílvia Felipo Suñé (nascuda el 4 de febrer de 1967) és una corredora de mig fons andorrana. Va competir en els 1500 metres als Jocs Olímpics d'estiu de 2000 i posteriorment va tornar a participar als Jocs Olímpics d'estiu de 2004, representant a Andorra.
Va ser campiona nacional cinc vegades. Va participar en els Jocs Olímpics dues vegades i no va guanyar cap medalla. Felipo és el rècord nacional en els 1000 m, 1500 m, milla, 3000 m coberta, 5000 m, 10.000 m i mitja marató.
Als Jocs Olímpics de Sydney del 2000, va ser eliminada a la primera ronda amb un temps de 4.45.32. També es va classificar per als 1500 m olímpics del 2004: en un temps de 4.44.40, no va avançar de nou més enllà de les sèries.